# 何士誠
何士誠（德語：Christian Helbig，1966年10月18日—），奧地利外交官。出生於維也納，未婚，1994年12月起任職於聯邦外交部（今联邦欧洲与国际事务部）。

## 經歷
- 奧地利駐義大利罗马大使館領事部副领事（1996年—2000年）
- 奧地利駐德國汉堡總領事館副領事（2000年—2004年）
- 奧地利駐徳國柏林大使館（德语：Österreichische Botschaft in Berlin）波恩分處領事（2004年—2006年）
- 奧地利外交部稽查顧問（2006年—2009年）
- 奧地利駐義大利羅馬大使館文化論壇專員（2009年—2013年）
- 奧地利駐義大利米蘭總領事館領事（2013年—2018年）
- 奧地利駐斯洛維尼亞盧比安納大使館（德语：Österreichische Botschaft in Ljubljana）領事（2018年—2022年）
- 奧地利外交部中央應變小組組長（2022年—2024年）
- 奧地利台北辦事處處長（2024年—）

| 外交職務                      | 外交職務                                               | 外交職務 |
| ----------------------------- | ------------------------------------------------------ | -------- |
| 前任： 陸德飛 Roland Rudorfer | 奧地利台北辦事處處長 （奧地利駐臺代表） 2024年9月2日－ | 繼任： ' |